# Problème de Behrens-Fisher
En statistique, le problème de Behrens–Fisher , nommé d'après Walter-Ulrich Behrens et Ronald Fisher, est le problème sur le test statistique  où l'on compare les moyennes de deux lois normales indépendantes lorsque les variances des deux populations ne sont pas supposées être égales.